# Filomena Batlle i March
Filomena Batlle i March (Figueres, 13 de novembre de 1908 - Girona, 17 de març de 1977) va ser una pintora i escultora catalana.
Es va començar a interessar per la pintura amb el professor Juan Núñez a l'Escola Municipal de Dibuix de Figueres, juntament amb les germanes Teresa i Maria. Els seus pares, Teresa March Mer i Joan Batlle Oliveras, que portaven la sastreria March de Figueres, van tenir cinc fills.
Es va casar el 1932 amb Joan Baptista Muntada Macau, amb qui va anar a viure a Barcelona quan aquest hi va trobar feina. Joan Baptista esdevindria secretari de la Unió catalanista el 1931, fou un dels fundadors del Partit Nacionalista Català, el 1932 es va presentar a les eleccions del Parlament de Catalunya i escrivia a la premsa. En motiu de la guerra civil espanyola Joan Baptista va canviar de domicili però Filomena i els quatre fills van romandre a l'Empordà. Acabada la guerra es van desplaçar tots a Girona. Muntada va ser depurat i no va poder exercir d'advocat ni publicar res. Amb el seu marit van reconstruir el castell de Campdorà de Girona.
Durant totes aquestes situacions familiars complicades Filomena no va deixar l'activitat artística, de fet amb els fills grans va anar a formar-se en escultura i pintura a l'Escola Massana de Barcelona. Va aplicar tècniques pictòriques diverses, com oli, aquarel·la i pa d'or aplicant damunt bol d'Armènia. La tècnica i la temàtica de la seva pintura denota gran religiositat. També incorpora simbologia religiosa com àngels. També va fer obres en terracota que la família va passar a bronze, com busts o figures. També va fer un dibuix de portada per un llibre.
No va fer cap exposició. El 1976 va rebre el Premi de Belles Arts de Barcelona per la seva Verge de la Pau que es troba al Museu d'Història de Girona des del 1991.